# Municipio de Oxford (condado de Johnson, Kansas)
El municipio de Oxford (en inglés: Oxford Township) es un municipio ubicado en el condado de Johnson en el estado estadounidense de Kansas. En el año 2010 tenía una población de 1959 habitantes y una densidad poblacional de 244,15 personas por km².

## Geografía
El municipio de Oxford se encuentra ubicado en las coordenadas 38°49′42″N 94°39′44″O / 38.82833, -94.66222. Según la Oficina del Censo de los Estados Unidos, el municipio tiene una superficie total de 8.02 km², de la cual 7.71 km² corresponden a tierra firme y (3.94%) 0.32 km² es agua.

## Demografía
Según el censo de 2010, había 1959 personas residiendo en el municipio de Oxford. La densidad de población era de 244,15 hab./km². De los 1959 habitantes, el municipio de Oxford estaba compuesto por el 93.98% blancos, el 0.92% eran afroamericanos, el 0.61% eran amerindios, el 2.25% eran asiáticos, el 0.05% eran isleños del Pacífico, el 0.77% eran de otras razas y el 1.43% pertenecían a dos o más razas. Del total de la población el 1.53% eran hispanos o latinos de cualquier raza.